# Кирм, Андраж
А́ндраж Кирм (словен. Andraž Kirm; 6 сентября 1984, Любляна, СФРЮ) — словенский футболист, полузащитник клуба «Браво». Выступал в сборной Словении.

## Биография

### Клубная карьера
Андраж Кирм — воспитанник футбольного клуба «Шмартно» из родного города Любляны. В сезоне 2002/03 Кирм начал профессиональную карьеру в клубе «Слован» в Третьей Словенской лиге. Вскоре перешёл в клуб «Свобода». Летом 2005 года перешёл в клуб «Домжале». В команде стал основным игроком. В сезоне 2005/06 вместе с командой занял 2 место в чемпионате Словении уступив только «Горице». Вместе с командой также сыграл один матч в квалификации Кубка УЕФА 25 августа 2005 года против израильского «Ашдода» (1:1), Андраж вышел на 81 минуте вместо Янеза Заврла. В сезоне 2006/07 и 2007/08 вместе с командой выиграл чемпионат Словении. Летом 2008 года был близок к переходу в итальянский «Кьево».
В июле 2009 года перешёл в краковскую «Вислу», подписав пятилетний контракт. В команде дебютировал в матче квалификации Лиги чемпионов 15 июля 2009 года против эстонской «Левадии» (1:1). Во втором гостевом матче «Висла» уступили «Левадии» (1:0) и вылетела из турнира. В Экстраклассе дебютировал 1 августа 2009 года в домашнем матче против хожувского «Руха» (2:0), в этом матче Кирм отдал результативную передачу на Войцеха Лободзиньского. Первый гол за «Вислу» забил 30 октября 2009 года в выездном матче против «Короны» (2:3), Андраж забил на 31 минуте в ворота Радослава Цежняка. 29 ноября 2009 года отметился дублем в матче против «Одры» из Водзислава-Слёнски (1:3), в ворота Михала Бучалика.

### Карьера в сборной
В национальной сборной Словении дебютировал 22 августа 2007 года в товарищеском матче против Черногории (1:1). Первый гол в сборной забил 12 августа 2009 года против Сан-Марино (5:0), Кирм вышел на 46 минуте вместо Андрея Печник, на 54 минуте он забил в ворота Альдо Симончини. В отборочной группе к чемпионату мира 2010 в ЮАР Словения заняла 2 место уступив Словакии и обогнав Чехию, Северную Ирландию, Польшу и Сан-Марино. В плей-офф Словения неожиданно обыграла Россию, по сумме двух матчей и прошла на чемпионат мира.

## Статистика
| Клуб             | Сезон            | Чемпионат        | Лига  | Лига | Кубок | Кубок | Еврокубки | Еврокубки | Всего | Всего |
| Клуб             | Сезон            | Чемпионат        | Матчи | Голы | Матчи | Голы  | Матчи     | Голы      | Матчи | Голы  |
| ---------------- | ---------------- | ---------------- | ----- | ---- | ----- | ----- | --------- | --------- | ----- | ----- |
| Слован (Любляна) | 2002/03          | Третья лига      | 7     | 1    | -     | -     | -         | -         | 7     | 1     |
| Слован (Любляна) | 2003/04          | Третья лига      | 10    | 0    | -     | -     | -         | -         | 10    | 0     |
| Свобода          | 2003/04          | Вторая лига      | 8     | 0    | -     | -     | -         | -         | 8     | 0     |
| Свобода          | 2004/05          | Вторая лига      | 30    | 4    | 1     | 0     | -         | -         | 31    | 4     |
| Домжале          | 2005/06          | Первая лига      | 29    | 0    | 1     | 0     | 1         | 0         | 31    | 0     |
| Домжале          | 2006/07          | Первая лига      | 31    | 6    | 1     | 0     | 2         | 0         | 34    | 6     |
| Домжале          | 2007/08          | Первая лига      | 32    | 9    | 3     | 0     | 4         | 0         | 39    | 9     |
| Домжале          | 2008/09          | Первая лига      | 35    | 7    | 2     | 0     | 4         | 0         | 41    | 7     |
| Висла (Краков)   | 2009/10          | Экстракласса     | 15    | 3    | 3     | 0     | 2         | 0         | 20    | 3     |
| Всего            | Слован (Любляна) | Слован (Любляна) | 17    | 1    | -     | -     | -         | -         | 17    | 1     |
| Всего            | Свобода          | Свобода          | 38    | 4    | 1     | 0     | -         | -         | 39    | 4н    |
| Всего            | Домжале          | Домжале          | 127   | 22   | 7     | 0     | 11        | 0         | 145   | 22    |

## Достижения
- Чемпион Словении (2): 2006/07, 2007/08
- Серебряный призёр чемпионата Словении (1): 2005/06
- Обладатель Суперкубка Словении (1): 2007
- Чемпион Польши (1): 2010/11